# Смерть поэта (альбом)
«Смерть поэ́та» — второй сольный альбом лидера рок-группы «Кукрыниксы» Алексея Горшенёва на стихи Сергея Есенина.

## Об альбоме
Алексей Горшенёв: «В этой части альбома использованы стихи, где Есенин анализирует себя как поэта, размышляет о сути своего дара, пройденном пути всеми обожаемого человека, которому даются легко победы в творчестве и жизни. Почти все композиции во второй части будут иметь характер некого финала. „Исповедь самоубийцы“, „Мы теперь уходим понемногу!“, „Не жалею, не зову, не плачу“, „Далеко-далеко от меня“ — это не окончательный список его посланий ко времени, в котором он чувствует и предрекает свой уход. Хотя тема сама по себе и невеселая, стоит отметить, что Сергей Есенин никогда не сдавался и был светел. Яркие и полные романтики композиции „Капли“, „О, Русь!“ придадут альбому нежные и наивные краски, с которыми сам поэт никогда не расставался (по невыясненным на данный момент причинам композиция „О, Русь“ в альбом не вошла. Подобная история наблюдается с композицией „Русь бревенчатая“, которая по словам Алексея, должна была войти в первую часть альбома „Душа поэта“).
Вторая часть сольного проекта „Смерть поэта“ станет заключительной в моей работе с творчеством Сергея Есенина. Хотя, возможно, я открыл не все стороны его таланта, и возможно, кто-то не согласится с моей интерпретацией его творений, одно точно — делал я это от чистого сердца и ради его светлой памяти!»
Средства на запись альбома были собраны поклонниками группы на портале Planeta.ru. Цифровая версия альбома для акционеров проекта была выпущена 4 июля 2013 года.

## Список композиций
| №   | Название               | Длительность |
| --- | ---------------------- | ------------ |
| 1.  | «Не ругайтесь!»        | 4:29         |
| 2.  | «Костёр»               | 4:18         |
| 3.  | «Отрава»               | 3:40         |
| 4.  | «Капли»                | 5:01         |
| 5.  | «Ответ матери»         | 5:25         |
| 6.  | «Мне грустно»          | 5:48         |
| 7.  | «Далеко весёлая песня» | 2:54         |
| 8.  | «Мы теперь уходим»     | 4:08         |
| 9.  | «Покойник»             | 3:47         |
| 10. | «Исповедь самоубийцы»  | 4:40         |
| 11. | «Не жалею»             | 4:54         |
| 12. | «Несказанное»          | 3:24         |

## Участники записи
- Сергей Есенин - стихотворения (1912-1925гг.)
- Алексей Горшенёв-музыка, аранжировка, инструменты, запись, сведение (июнь 2013г.)
- Ю.Щербаков - мастеринг (июль 2013г.)
- А.Горшенёв, В.Тетеревов - дизайн